# Gabrielka (Nebušice)
Gabrielka je bývalá viniční usedlost v Praze 6-Nebušicích na rohu ulic U Gabrielky a Truhlářka v severovýchodní části obce.

## Historie
Vinice se v místech usedlosti rozkládaly již ve středověku a patřily Strahovskému klášteru. V polovině 18. století na nich založil opat Gabriel viniční dům a o sto let později roku 1845 je na Gabrielce uváděna centrální výrobna klášterního vína.
Vinice později zanikly a pozemky Gabrielky přeměnili pozdější majitelé na pole.
Po roce 1948
V usedlosti sídlí jezdecký klub.